# نیروگاه بادی نالا دناوی
نیروگاه بادی نالا دناوی (که به نام نیروگاه بادی ارومبوکودال نیز شناخته می‌شود) یک نیروگاه بادی ۴٫۸ مگاواتی در ارومبوکودال، واقع در شبه‌جزیره کالپیتیا، سری‌لانکا است. این نیروگاه توسط شرکت خصوصی نالا دناوی که یکی از شرکت‌های زیرمجموعه ال‌تی‌ال هولدینگز است، مدیریت می‌شود. این مجموعه شامل شش توربین بادی با توان هر کدام ۸۰۰ کیلووات است.
| توربین   | مختصات                                                       |
| -------- | ------------------------------------------------------------ |
| توربین ۱ | ۰۸°۰۵′۲۳″ شمالی ۷۹°۴۲′۳۳″ شرقی / ۸٫۰۸۹۷۲°شمالی ۷۹٫۷۰۹۱۷°شرقی |
| توربین ۲ | ۰۸°۰۵′۳۳″ شمالی ۷۹°۴۲′۳۶″ شرقی / ۸٫۰۹۲۵۰°شمالی ۷۹٫۷۱۰۰۰°شرقی |
| توربین ۳ | ۰۸°۰۵′۴۱″ شمالی ۷۹°۴۲′۳۵″ شرقی / ۸٫۰۹۴۷۲°شمالی ۷۹٫۷۰۹۷۲°شرقی |
| توربین ۴ | ۰۸°۰۵′۵۴″ شمالی ۷۹°۴۲′۳۸″ شرقی / ۸٫۰۹۸۳۳°شمالی ۷۹٫۷۱۰۵۶°شرقی |
| توربین ۵ | ۰۸°۰۵′۵۸″ شمالی ۷۹°۴۲′۵۵″ شرقی / ۸٫۰۹۹۴۴°شمالی ۷۹٫۷۱۵۲۸°شرقی |
| توربین ۶ | ۰۸°۰۵′۵۴″ شمالی ۷۹°۴۳′۰۴″ شرقی / ۸٫۰۹۸۳۳°شمالی ۷۹٫۷۱۷۷۸°شرقی |